# Carlos Moorhead

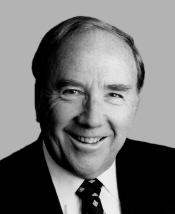
Carlos Moorhead

Carlos John Moorhead (* 6. Mai 1922 in Long Beach, Kalifornien; † 23. November 2011 in La Cañada Flintridge, Kalifornien) war ein US-amerikanischer Politiker. Zwischen 1973 und 1997 vertrat er den Bundesstaat Kalifornien im US-Repräsentantenhaus.

## Werdegang
Carlos Moorhead besuchte die öffentlichen Schulen in Glendale. Danach studierte er bis 1943 an der University of California in Los Angeles. Während des Zweiten Weltkrieges diente er bis 1945 in der US Army, wo er es bis zum Oberstleutnant brachte. Nach einem anschließenden Jurastudium an der University of Southern California und seiner 1949 erfolgten Zulassung als Rechtsanwalt begann er in Glendale in diesem Beruf zu arbeiten. 1973 wurde er in dieser Eigenschaft auch am Obersten Gerichtshof der Vereinigten Staaten zugelassen. Moorhead war auch Mitglied der Kommission zur Revision der kalifornischen Staatsgesetze. Politisch schloss er sich der Republikanischen Partei an. Zwischen 1967 und 1972 saß er als Abgeordneter in der California State Assembly.
Bei den Kongresswahlen des Jahres 1972 wurde Moorhead im 20. Wahlbezirk von Kalifornien in das US-Repräsentantenhaus in Washington, D.C. gewählt, wo er am 3. Januar 1973 die Nachfolge von H. Allen Smith antrat. Nach elf Wiederwahlen konnte er bis zum 3. Januar 1997 zwölf Legislaturperioden im Kongress absolvieren. Zwischen 1975 und 1993 vertrat er dort den 22. und danach den 27. Distrikt seines Staates. Gleich zu Beginn seiner Zeit als Kongressabgeordneter wurde das politische Leben in den Vereinigten Staaten durch die Watergate-Affäre überschattet. Von 1995 bis 1997 war Moorhead Vorsitzender des Justizausschusses.
1996 verzichtete er auf eine weitere Kandidatur. Nach dem Ende seiner Zeit im US-Repräsentantenhaus zog sich Carlos Moorhead aus der Politik zurück. Er litt an der Alzheimer-Krankheit und starb am 23. November 2011.